# Boyles lov
Boyles lov (også kaldet Boyle-Mariottes lov) foreskriver, at produktet af tryk og volumen er konstant for en idealgas, forudsat at temperatur og stofmængde er konstant.
{\displaystyle pV=k}
Det gælder altså, at
{\displaystyle p_{1}V_{1}=p_{2}V_{2}}
hvor 1 er starttilstanden, og 2 er sluttilstanden.
Loven kan også skrive som
{\displaystyle p={\frac {k}{V}}}
hvor det ses, at tryk og volumen altså er omvendt proportionale.
Loven blev fremsat i år 1662 af den irske videnskabsmand Robert Boyle (1627-1692).

## Eksempel
En gas har et volumen på 2 L og et tryk på 1 atm. Den sammenpresses nu, så dens volumen bliver 1 L. Da
{\displaystyle p_{2}={\frac {p_{1}V_{1}}{V_{2}}}}
må det nye tryk være:
{\displaystyle p_{2}={\frac {1{\text{ atm}}\cdot 2{\text{ L}}}{1{\text{ L}}}}=2{\text{ atm}}}
En halvering i volumenet forårsager altså en fordobling i trykket.